# Georgetown (Film)
Georgetown ist ein Filmdrama von Christoph Waltz, das am 27. April 2019 im Rahmen des Tribeca Film Festivals seine Premiere feierte. Die Filmbiografie erzählt von Albrecht Gero Muth und der Ermordung von Viola Drath.

## Handlung
Der Hochstapler Ulrich Mott wäre schon immer gerne reich und angesehen gewesen. Nun heiratet er in Washington D.C. die reiche Witwe Elsa Breht, steigt durch sie in die High Society auf und macht die Bekanntschaft mit mächtigen politischen Akteuren. In absehbarer Zeit, wenn sie auf natürliche Weise stirbt, so hofft er, wird er endlich frei und reich sein und dann endlich all die High-Society-Partys feiern können, wie er sich dies gewünscht hat. Elsa ist jedoch trotz ihres hohen Alters noch äußerst rüstig. Als die Hochbetagte tot aufgefunden wird, gerät Ulrich sofort unter Verdacht. Nicht nur die Polizei ist hinter ihm her, auch Elsas Tochter Amanda, die Professorin für Verfassungsrecht ist, ist sich sicher, dass er der Mörder ihrer Mutter ist.

## Produktion
Der Film beruht auf einer wahren Geschichte. Der Deutsche Albrecht Gero Muth war im Jahr 2014 in den USA wegen Mordes an seiner mehr als 40 Jahre älteren Frau Viola Drath zu einer langjährigen Haftstrafe verurteilt worden. Muth und Drath waren dafür bekannt, dass sie in ihrem Reihenhaus im gehobenen Stadtteil Georgetown großzügige Partys veranstalteten, an denen Mitglieder der Elite des Washingtoner und internationalen Establishments teilnahmen. Auf dem Höhepunkt seiner Exzentrik war der in Bergisch Gladbach aufgewachsene Muth in der Stadt für seine Angewohnheit bekannt, sich eine irakische Uniform anzuziehen und zu behaupten, die Politik im Nahen Osten als regelmäßiger Besucher der Region beeinflusst zu haben.
Der Film basiert zudem auf dem Artikel „The Worst Marriage In Georgetown“, der zuerst im Jahr 2012 im New York Times Magazine erschien. Das Drehbuch, das Informationen aus diesem Artikel verarbeitet, stammt von dem mit einem Pulitzer-Preis ausgezeichneten Autor David Auburn.
Bei Georgetown handelt es sich nach dem deutschen Fernsehfilm Wenn man sich traut (2000) um den zweiten Film, bei dem Christoph Waltz Regie geführt hat. Er übernahm selbst die Rolle des Albrecht Gero Muth, der im Film Ulrich Mott genannt wird. Vanessa Redgrave spielt die wohlhabende, ermordete Journalistin Viola Drath, im Film Elsa Breht genannt. Annette Bening stellt Amanda dar, die Tochter der Ermordeten/Getöteten. Jean Pearson übernahm die Rolle von Michel Rocard, dem ehemaligen Premierminister von Frankreich.
Die Dreharbeiten fanden im August und September 2017 in Toronto und Montréal statt. Die Filmmusik komponierte Lorne Balfe.
Der Film wurde von Ende April bis Anfang Mai 2019 beim Tribeca Film Festival gezeigt und feierte hier seine Premiere.

## Rezeption
Insgesamt stieß der Film bei den Kritikern auf geteiltes Echo.